# Landgoed Erica Zuid

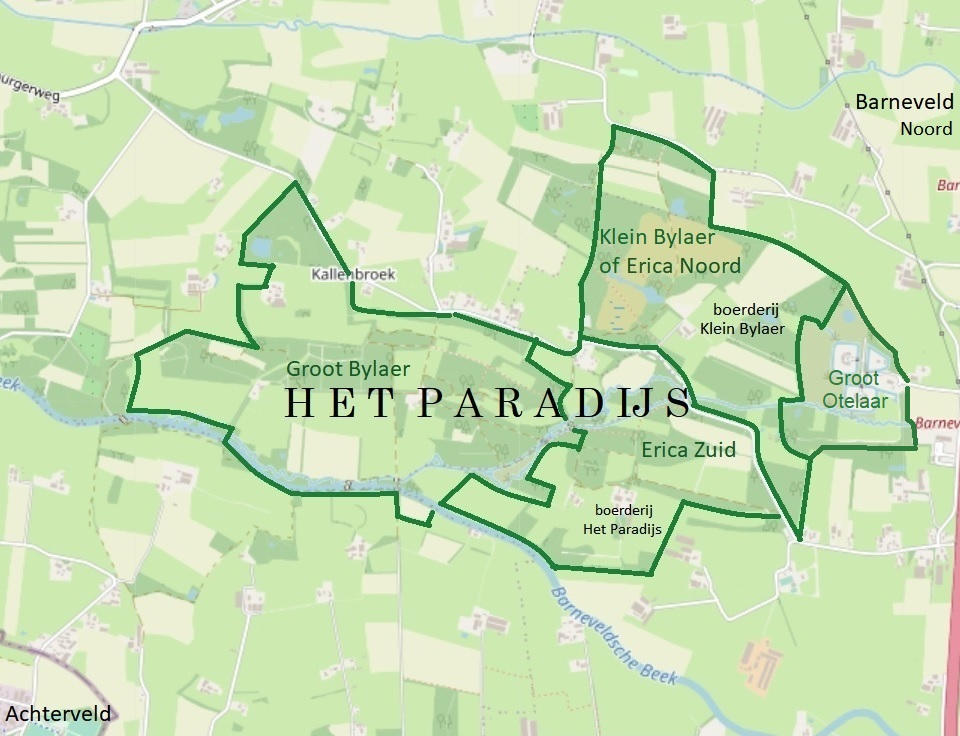
Het Paradijs ten westen van Barneveld

Landgoed Erica Zuid is een natuurgebied bij Kallenbroek tussen Barneveld en Terschuur in de Nederlandse provincie Gelderland. Het gebied is eigendom van Het Geldersch Landschap. 
Erica Zuid wordt samen met Klein Bylaer en Landgoed Groot Bylaer aangeduid als het Paradijs. Aan de Bielderweg staat de biologische zorgboerderij 't Paradijs.
Landgoed Erica Zuid heeft een oppervlakte van ongeveer 60 hectare. Het is genoemd naar de heidesoort 'Erica' die voorheen veel voorkwamen in het gebied. Erica Zuid wordt aan de noordzijde door de Kallenbroekerweg begrensd met Landgoed Klein Bylaer. Aan de westkant scheidt de Kleine Barneveldse Beek het gebied van Groot Bylaer. 
Erica Zuid bestaat uit akkertjes en weilanden in het dal van de Kleine Barneveldse Beek. Ook zijn er dichte bosjes en groepen bruine beuken en beukenlanen. Erica Zuid en Erica Noord werden in 1981 eigendom van Het Geldersch Landschap. Sinds 1998 wordt Erica-Noord officieel aangeduid als Landgoed Klein Bylaer.
Het beheer van het Paradijs is gericht op het behouden van het landschap met de historische boerenbedrijven en de natuurwaarden. Het onaangetaste oude landschap bestaat uit verspreid staande boerderijen, met houtwallen omgeven kleine akkers, weilanden en beekdalbosjes. De gronden worden verpacht door de eigenaren van Groot Bylaer.